# Little Miss Optimist
Little Miss Optimist er en amerikansk stumfilm fra 1917 af Robert Thornby.

## Medvirkende
- Vivian Martin som Mazie-Rosie Carden.
- Tom Moore som Deal Hendrie.
- Charles West som Ben Carden.
- Ernest Joy som John West.
- Charles K. Gerrard som Samuel Winter.